# Iridostoma
Iridostoma é um gênero de mariposa pertencente à família Acrolepiidae.